# Легислатура штата Нью-Йорк
Легислатура штата Нью-Йорк (англ. New York State Legislature) — двухпалатный законодательный орган штата Нью-Йорк, состоящий из Сената и Ассамблеи. Легислатура заседает в Капитолии штата Нью-Йорк в Олбани.

## Палаты Легислатуры
Парламентские выборы проводятся в ноябре каждого четного года. Члены Ассамблеи и Сенаторы избираются сроком на два года. Для того, чтобы быть членом любой из палат, надо быть гражданином Соединенных Штатов, жителем штата Нью-Йорк, по крайней мере, пять лет, и жителем округа, по крайней мере, со времен прошлых выборов. Ассамблея состоит из 150 членов, каждый из них выбирается из одномандатных округов. В Сенате, в соответствии с Конституцией штата Нью-Йорк, количество членов варьируется; в настоящее время составляет 63.

## Лидеры
Ассамблея возглавляется Председателем, а Сенат — президентом, который занимает должность Лейтенанта-губернатора. Лейтенант-губернатор имеет только «решающий голос» в случае равенства голосов «за» и «против», не голосуя в иных ситуациях. Чаще всего Сенат находится под председательством временного президента или сенатора, которого выберет лидер большинства.
Спикер Ассамблеи и лидер большинства в Сенате управляют назначением комитетов и назначают должностных лиц, наряду с осуществлением контроля над повесткой дня в своих палатах. Оба предлагают лидеров штата и вместе с губернатором Нью-Йорка контролируют большую часть дел в штате.